# Dysderoidea
Dysderoidea è una  superfamiglia di aracnidi araneomorfi che ad agosto 2012 comprende cinque famiglie:
- Dysderidae C.L.KOCH, 1837
- Oonopidae SIMON, 1890
- Orsolobidae COOKE, 1965
- Segestriidae SIMON, 1893
- Trogloraptoridae GRISWOLD, AUDISIO & LEDFORD 2012[1]